# Whitney Osuigwe
Whitney Osuigwe (Bradenton, 17 aprile 2002) è una tennista statunitense.

## Biografia
Whitney Osuigwe ha vinto 5 titoli in singolare e 9 in doppio nel circuito ITF in carriera. Il 12 agosto 2019 ha raggiunto il best ranking mondiale nel singolare, nr 105; il 4 marzo 2024 ha raggiunto il miglior piazzamento mondiale nel doppio, nr 126.

## Circuito WTA 125

### Doppio

#### Vittorie (1)
| N. | Data            | Torneo                          | Superficie  | Compagna        | Avversarie in finale      | Punteggio        |
| 1. | 4 novembre 2023 | Midland Tennis Classic, Midland | Cemento (i) | Hailey Baptiste | Sophie Chang Ashley Lahey | 2-6, 6-2, [10-1] |

## Statistiche ITF

### Singolare

#### Vittorie (5)
| Torneo $100.000 (0) |
| Torneo $80.000 (2)  |
| Torneo $60.000 (0)  |
| Torneo $40.000 (2)  |
| Torneo $25.000 (1)  |
| Torneo $15.000 (0)  |

| N. | Data             | Torneo                                                   | Superficie  | Avversaria in finale | Punteggio     |
| 1. | 4 novembre 2018  | RBC Pro Challenge, Tyler                                 | Cemento     | Beatriz Haddad Maia  | 6-3, 6-4      |
| 2. | 28 aprile 2019   | Boyd Tinsley Women's Clay Court Classic, Charlottesville | Terra verde | Madison Brengle      | 6–4, 1–6, 6–3 |
| 3. | 24 novembre 2024 | MNO Tennis Series, Boca Raton                            | Terra verde | Eva Vedder           | 7-6(8), 6-3   |
| 4. | 23 marzo 2025    | Santo Domingo Women's, Santo Domingo                     | Cemento     | Ana Sofía Sánchez    | 6-2, 7-5      |
| 5. | 13 aprile 2025   | Boca Raton Women's, Boca Raton                           | Terra verde | Akasha Urhobo        | 6-4, 6-3      |

#### Sconfitte (7)
| Torneo $100.000 (2) |
| Torneo $80.000 (0)  |
| Torneo $60.000 (1)  |
| Torneo $40.000 (0)  |
| Torneo $25.000 (4)  |
| Torneo $15.000 (0)  |

| N. | Data            | Torneo                                                   | Superficie  | Avversaria in finale        | Punteggio        |
| 1. | 28 gennaio 2018 | Saddlebrook USTA Pro Circuit Women's, Wesley Chapel      | Terra verde | Francesca Di Lorenzo        | 2–6, 6–1, 4–6    |
| 2. | 5 maggio 2019   | LTP Charleston Pro Tennis, Charleston                    | Terra verde | Taylor Townsend             | 4-6, 4-6         |
| 3. | 12 marzo 2023   | Women's Boca Raton, Boca Raton                           | Terra verde | Victoria Jiménez Kasintseva | 2-6, 2-6         |
| 4. | 9 aprile 2023   | Jackson Women's, Jackson                                 | Terra verde | Tímea Babos                 | 5-7, 5-7         |
| 5. | 18 gennaio 2025 | Palm Coast Women's, Palm Coast                           | Terra verde | Elizabeth Mandlik           | 1-6, 7-6(4), 3-6 |
| 6. | 26 gennaio 2025 | Vero Beach International Tennis Open, Vero Beach         | Terra verde | Solana Sierra               | 7-6(6), 4-6, 5-7 |
| 7. | 4 maggio 2025   | FineMark Women's Pro Tennis Championship, Bonita Springs | Terra verde | Astra Sharma                | 2-6, 2-6         |

### Doppio

#### Vittorie (9)
| Torneo $100.000 (2) |
| Torneo $80.000 (0)  |
| Torneo $60.000 (2)  |
| Torneo $40.000 (0)  |
| Torneo $25.000 (4)  |
| Torneo $15.000 (1)  |

| N. | Data             | Torneo                                                   | Superficie  | Compagna         | Avversarie in finale                        | Punteggio         |
| 1. | 10 marzo 2018    | USTA National Campus Pro Tennis Classic, Orlando         | Terra verde | Caty McNally     | Dia Evtimova Ilona Kramen'                  | 6-2, 6-3          |
| 2. | 8 aprile 2018    | St. Dominic USTA Pro Circuit $25,000 Challenger, Jackson | Terra verde | Sanaz Marand     | Gaia Sanesi Chanel Simmonds                 | 6-1, 6-3          |
| 3. | 30 gennaio 2022  | Orlando USTA Pro Circuit Event, Orlando                  | Cemento     | Hailey Baptiste  | Angela Kulikov Rianna Valdes                | 7-6(7), 7-5       |
| 4. | 11 marzo 2023    | Women's Boca Raton, Boca Raton                           | Terra verde | Hailey Baptiste  | Francesca Di Lorenzo Makenna Jones          | 6-2, 6-2          |
| 5. | 15 luglio 2023   | Vilas Academy Punta Cana, Punta Cana                     | Terra rossa | Victoria Osuigwe | Alicia Herrero Liñana Melany Solange Krywoj | 6-1, 1-6, [10-7]  |
| 6. | 12 novembre 2023 | LTP Charleston Pro Tennis, Charleston                    | Terra verde | Hailey Baptiste  | Nigina Abduraimova Carole Monnet            | 6-4, 3-6, [13-11] |
| 7. | 10 febbraio 2024 | Guanajuato Open, Irapuato                                | Cemento     | Hailey Baptiste  | Ann Li Rebecca Marino                       | 7-5, 6-4          |
| 8. | 2 marzo 2024     | Women Giammalva Elite Academy, Spring                    | Cemento     | Alana Smith      | Malkia Ngounoue Thaísa Pedretti             | 6-4, 6-4          |
| 9. | 3 agosto 2024    | Lexington Challenger, Lexington                          | Cemento     | Alana Smith      | Carmen Corley Ivana Corley                  | 7-6(5), 6-3       |

#### Sconfitte (7)
| Torneo $100.000 (1) |
| Torneo $80.000 (1)  |
| Torneo $60.000 (4)  |
| Torneo $40.000 (1)  |
| Torneo $25.000 (0)  |
| Torneo $15.000 (0)  |

| N. | Data             | Torneo                                                   | Superficie  | Compagna        | Avversarie in finale                 | Punteggio         |
| 1. | 29 aprile 2018   | Boyd Tinsley Women's Clay Court Classic, Charlottesville | Terra verde | Ashley Kratzer  | Sophie Chang Alexandra Mueller       | 6–3, 4–6, [7–10]  |
| 2. | 29 luglio 2018   | Braidy Industries Women's Tennis Classic, Ashland        | Cemento     | Sanaz Marand    | Jovana Jakšić Renata Zarazúa         | 3–6, 7–5, [4–10]  |
| 3. | 15 febbraio 2020 | Kentucky Open, Nicholasville                             | Cemento (i) | Hailey Baptiste | Quinn Gleason Catherine Harrison     | 5-7, 2-6          |
| 4. | 27 gennaio 2024  | Vero Beach International Tennis Open, Vero Beach         | Terra verde | Hailey Baptiste | Allura Zamarripa Maribella Zamarripa | 3-6, 6-3, [4-10]  |
| 5. | 3 febbraio 2024  | Georgia's Rome Tennis Open, Rome                         | Cemento (i) | Hailey Baptiste | Angela Kulikov Jamie Loeb            | w/o               |
| 6. | 16 novembre 2024 | Austin Challenger, Austin                                | Cemento     | Alana Smith     | Diae El Jardi Thaisa Grana Pedretti  | 2-6, 6-4, [12-14] |
| 7. | 1º febbraio 2025 | Georgia's Rome Tennis Open, Rome                         | Cemento (i) | Eva Vedder      | Sophie Chang Angela Kulikov          | 6(3)-7, 4-6       |

## Grand Slam Junior

### Singolare

#### Vittorie (1)
| Tornei del Grande Slam  |
| ----------------------- |
| Australian Open (0)     |
| Open di Francia (1)     |
| Torneo di Wimbledon (0) |
| US Open (0)             |

| N. | Data           | Torneo                  | Superficie | Avversario in finale | Punteggio        |
| 1. | 10 giugno 2017 | Open di Francia, Parigi | Cemento    | Claire Liu           | 6-4, 6(5)-7, 6-3 |

### Doppio

#### Sconfitte (2)
| Tornei del Grande Slam  |
| ----------------------- |
| Australian Open (0)     |
| Open di Francia (0)     |
| Torneo di Wimbledon (2) |
| US Open (0)             |

| N. | Data           | Torneo                          | Superficie | Compagna     | Avversario in finale      | Punteggio |
| 1. | 15 luglio 2017 | Torneo di Wimbledon, Londra     | Erba       | Caty McNally | Olga Danilović Kaja Juvan | 4-6, 3-6  |
| 2. | 14 luglio 2018 | Torneo di Wimbledon, Londra (2) | Erba       | Caty McNally | Wang Xinyu Wang Xiyu      | 2-6, 1-6  |